# Ponto de Apolônio
Na geometria do triângulo, o ponto de Apolônio é um ponto especial associado com um triângulo plano. O ponto é um centro de triângulo sendo designado como X(181) na Encyclopedia of Triangle Centers  (ETC) de Clark Kimberling. O centro de Apolônio é também relacionado com o problema de Apolônio, de Apolônio de Perga.
Na literatura, o termo "pontos de Apolônio" também tem sido usado para se referir aos pontos isodinâmicos de um triângulo. Este uso também pode ser justificado com o fundamento de que os pontos isodinâmicos estão relacionados aos três círculos de Apolônio associados a um triângulo.
A solução do problema de Apolônio é conhecida há séculos. Mas o ponto de Apolônio foi observado pela primeira vez em 1987.

## Definição

Construção do ponto de Apolônio

O ponto de Apolônio de um triângulo é definido como segue.
Seja ABC um triângulo qualquer. Sejam os círculos exinscritos do triângulo ABC opostos aos vértices A, B e C serem EA, EB e EC, respectivamente. Seja E o círculo que toca os três excírculos EA, EB e EC, de modo que os três círculos estejam dentro de E. Sejam A' , B'  e C'  os pontos de contato do círculo E com os três excírculos. As linhas AA' , BB'  e CC'  são concorrentes. O ponto de concordância é o ponto de Apolônio do triângulo ABC.
O problema de Apolônio consiste em construir um círculo tangente a três círculos dados em um plano. Em geral, existem oito círculos tocando três círculos dados. O círculo E referido na definição acima é um desses oito círculos tocando os três excírculos do triângulo ABC. Na Encyclopedia of Triangle Centers, o círculo E é o chamado círculo de Apolônio do triângulo ABC.

## Coordenadas trilineares
As coordenadas trilineares do ponto de Apolônio são
{\displaystyle {\frac {a(b+c)^{2}}{b+c-a}}:{\frac {b(c+a)^{2}}{c+a-b}}:{\frac {c(a+b)^{2}}{a+b-c}}}
{\displaystyle =\sin ^{2}\left(A\right)\cos ^{2}\left({\frac {B}{2}}-{\frac {C}{2}}\right):\sin ^{2}\left(B\right)\cos ^{2}\left({\frac {C}{2}}-{\frac {A}{2}}\right):\sin ^{2}\left(C\right)\cos ^{2}\left({\frac {A}{2}}-{\frac {B}{2}}\right).}